# Grand Prix Cappadocia
De Grand Prix Cappadocia was een eendagswielerwedstrijd die in 2020 en 2022 voor mannen en in 2020 voor vrouwen werd georganiseerd in Turkije.

## Mannen
Bij de mannen maakte de koers deel uit van de UCI Europe Tour, met de categorie 1.2. De eerste editie werd gewonnen door Mychajlo Kononenko.

### Podia
| Jaar | Afstand | Winnaar            | Tweede       | Derde            |
| ---- | ------- | ------------------ | ------------ | ---------------- |
| 2020 | 180 km  | Mychajlo Kononenko | Ivan Smirnov | Vitalij Boets    |
| 2022 | 145 km  | Anton Koezmin      | Kent Main    | Anatolij Boedjak |

### Overwinningen per land
| Overwinningen | Land                 |
| ------------- | -------------------- |
| 1             | Kazachstan, Oekraïne |

## Vrouwen
Enkel in 2020 vond een editie voor vrouwen plaats, met de categorie 1.2. De wedstrijd verliep grotendeels over hetzelfde parcours als bij de mannen, maar zonder een omweg in de openingsfase, waardoor de totale afstand 124,8 kilometer bedroeg. De Oekraïense Valerija Kononenko won die wedstrijd, voor haar landgenote Olha Koelynytsj en de Russische Ajgoel Garejeva. 